# Petrochanski prochod

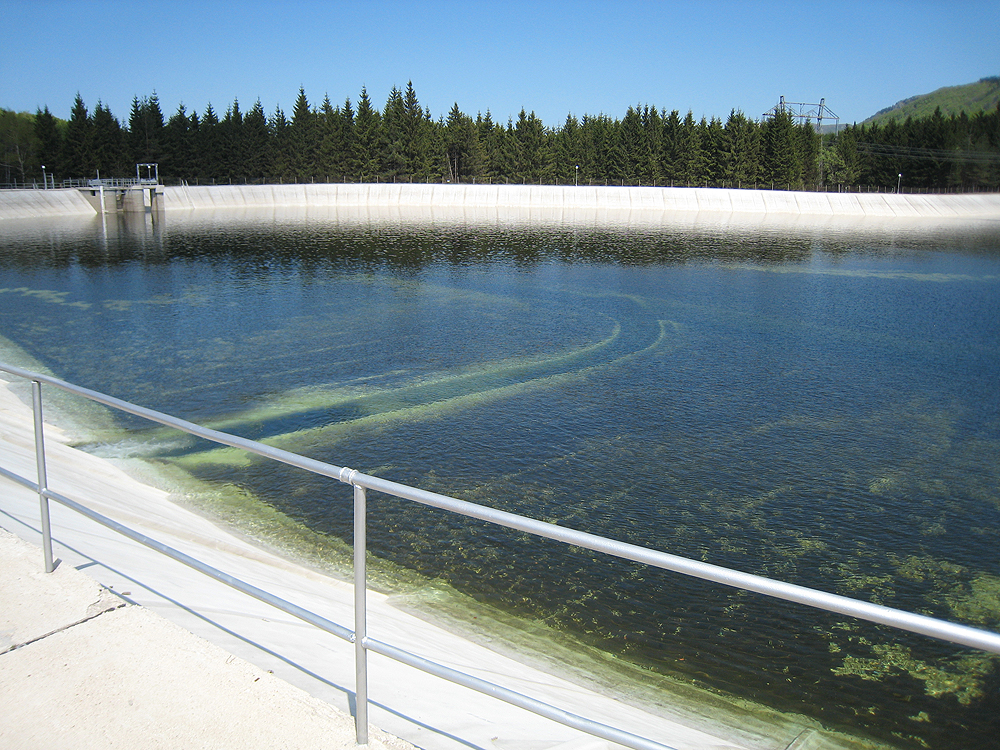
Petrochański zbiornik wodny

Przełęcz Petrochańska (bułg. Петрохански проход – Petrochanski prochod), zwana potocznie Петрохан – Petrochan, Гински проход – Ginski prochod, Берковски проход – Berkowski prochod, Клисурски проход – Klisurski prochod – przełęcz w Starej Płaninie. Położona jest w zachodniej Starej Płaninie między Cziprowsko-Berkowskim Bałkanem i Koznicą. Znajduje się na 1410 m n.p.m., ma całkowitą długość 20 km i jest położona 30 km na północny zachód od Sofii i 25 km na południe od Berkowicy.

## Historia
Szlak łączący północną i południowa Bułgarię zapewnia szosa z Sofii do Berkowicy i stamtąd do Wyrszca, Montany, Łomu, Widynia. Przełęcz była używana jeszcze przez rzymian. W 1863 powstała szosa, tam, gdzie Petyr Angełow z Berkowicy wybudował zajazd. Najczęściej używana nazwa przełęczy to połączenie imienia właściciela (Petyr) zajazdu (chan), dającego możliwość noclegu przy zdobywaniu stromej przełęczy górskiej.

## Opis
Droga przez przełęcz jest długa i ma dużo zakrętów, ale małe nachylenie, dlatego pozostaje przejezdna także zimą, nawet przy nie w pełni odgarniętym śniegu. Istnieją plany jeszcze z czasów komunistycznych budowy tunelu pod szczytem Petrochan, który znacznie ułatwiłby podróżowanie do północno-zachodniej Bułgarii i poprawiłby połączenia transportowe z Rumunią. Ewentualny tunel skróci odległość z Sofii do Widynia o 100 km, a do Wracy będzie tylko 30 km. Razem z projektem drugiego mostu nad Dunajem koło Widynia, projekt tunelu znów stał się aktualny w kontekście korytarza numer 4. Finansowanie go planuje się w formie partnerstwa publiczno-prywatnego.
Petrochan jest jedynym miejscem w Starej Płaninie, gdzie spotyka się rzadki gatunek traszki górskiej